# مجلس النواب البحريني 2002
مجلس النواب البحريني 2002 (الفصل التشريعي الأول) من 14 ديسمبر 2002 حتى 14 ديسمبر 2006 , ويعتبر هاذا المجلس أول مجلس نواب في مملكة البحرين بعد عودة الحياة البرلمانية، أجريت انتخابات المجلس على جولتين الجولة الأولى في يوم الخميس 24 أكتوبر 2002 وجولة الأعادة في يوم الخميس 31 أكتوبر 2002 في الدوائر الأنتخابية التي يحسم فيها الفائزين لعدم تحقق الأغلبية المطلقة للأصوات , وأنتخب المجلس في جلسته الأولى التي عقدت يوم السبت 14 ديسمبر 2002 خليفة أحمد الظهراني رئيساً للمجلس وعبدالهادي أحمد مرهون نائباً أول للرئيس والشيخ عادل المعاودة نائباً ثانياً للرئيس.

## انتخابات مجلس النواب
في 20 أغسطس 2002 أصدر صاحب الجلالة الملك حمد بن عيسى آل خليفة ملك مملكة البحرين أمراً ملكي بتحديد يوم الخميس 24 أكتوبر 2002 موعداً للانتخابات وكما حدد الأمر الملكي يوم الخميس 31 أكتوبر 2002 موعداً لاعادة الانتخاب في حال عدم التمكن من حسم الفائزين في الجولة الأولى للانتخابات وكما نص الأمر الملكي على فتح باب الترشح للانتخابات خلال الفترة 14 - 20 سبتمبر 2002 
وفي يوم الخميس 24 أكتوبر 2002 أجربت الجولة الأولى للانتخابات حيث فاز خلالها 19 مرشحاً من مختلف الدوائر الانتخابية بينما لم يحسم الفائزين في بقية الدوائر الانتخابية لعدم تحقق الأغلبية المطلقة للأصوات. حيث أجريت في يوم الخميس 31 أكتوبر 2002 جولة الاعادة بين المرشحين الحاصلين على المركز الأول والثاني في الدوائر الانتخابية التي لم يحسم فيها الفائزين في الجولة الأولى. وشهدت نتائج الانتخابات فوز 37 مرشح من المستقلين بينما فاز فقط 3 مرشحين منتمين لجمعيات سياسية وهم: 
الشيخ عادل المعاودة (جمعية الأصالة)
الشيخ علي مطر (جمعية الأصالة)
الشيخ محمد خالد  (جمعية المنبر الوطني الأسلامي)

## أعضاء مجلس النواب

### أعضاء مجلس النواب البحريني 2002
| الاسم                          | الدائرة الانتخابية | المحافظة |
| ------------------------------ | ------------------ | -------- |
| الدكتور سعدي محمد عبدالله      | الأولى             | العاصمة  |
| عيسى حسن بن رجب                | الثانية            | العاصمة  |
| الدكتور إبراهيم يوسف العبدالله | الثالثة            | العاصمة  |
| عبدالهادي أحمد مرهون           | الرابعة            | العاصمة  |
| الدكتور حسن عيد بوخماس         | الخامسة            | العاصمة  |
| أحمد إبراهيم بهزاد             | السادسة            | العاصمة  |
| يوسف حسين الهرمي               | السابعة            | العاصمة  |
| الشيخ عبدالله جعفر العالي      | الثامنة            | العاصمة  |
| الدكتور عيسى جاسم المطوع       | الأولى             | المحرق   |
| عبدالعزيز جلال المير           | الثانية            | المحرق   |
| الدكتور علي أحمد عبدالله       | الثالثة            | المحرق   |
| عيسى أحمد أبو الفتح            | الرابعة            | المحرق   |
| الشيخ عادل عبدالرحمن المعاودة  | الخامسة            | المحرق   |
| علي محمد السماهيجي             | السادسة            | المحرق   |
| عثمان محمد الريس               | السابعة            | المحرق   |
| غانم فضل البوعينين             | الثامنة            | المحرق   |
| محمد حسين الخياط               | الأولى             | الشمالية |
| جاسم محمد الموالي              | الثانية            | الشمالية |
| سمير عبدالله الشويخ            | الثالثة            | الشمالية |
| عبدالعزيز عبدالله الموسى       | الرابعة            | الشمالية |
| عباس حسن سلمان                 | الخامسة            | الشمالية |
| الشيخ محمد خالد إبراهيم        | السادسة            | الشمالية |
| يوسف زين العابدين زينل         | السابعة            | الشمالية |
| أحمد عبدالله حاجي              | الثامنة            | الشمالية |
| جاسم حسن عبدالعال              | التاسعة            | الشمالية |
| فريد غازي رفيع                 | الأولى             | الوسطى   |
| عبدالنبي سلمان أحمد            | الثانية            | الوسطى   |
| جهاد حسن بوكمال                | الثالثة            | الوسطى   |
| صلاح علي محمد                  | الرابعة            | الوسطى   |
| أحمد حسين إبراهيم              | الخامسة            | الوسطى   |
| محمد عبدالله الشيخ آل عباس     | السادسة            | الوسطى   |
| الشيخ علي محمد مطر             | السابعة            | الوسطى   |
| عبداللطيف أحمد الشيخ           | الثامنة            | الوسطى   |
| خليفة أحمد الظهراني            | التاسعة            | الوسطى   |
| الشيخ جاسم أحمد السعيدي        | الأولى             | الجنوبية |
| حمد خليل المهندي               | الثانية            | الجنوبية |
| سامي محسن البحيري              | الثالثة            | الجنوبية |
| عبدالله خلف الدوسري            | الرابعة            | الجنوبية |
| محمد إبراهيم الكعبي            | الخامسة            | الجنوبية |
| محمد فيحان الدوسري             | السادسة            | الجنوبية |

## الجلسة الأولى
عقد مجلس النواب جلسته العادية الأولى لدور الانعقاد العادي الأول في يوم السبت 14 ديسمبر 2002 وذالك بعد أن تفضل صاحب الجلالة الملك حمد بن عيسى آل خليفة ملك البحرين في نفس اليوم بافتتاح دور الانعقاد الأول من الفصل التشريعي الأول لمجلسي الشورى والنواب. 
وخلال الجلسة أدى أعضاء المجلس اليمين الدستورية وكما انتخاب المجلس خليفة أحمد الظهراني رئيساً لمجلس النواب حصوله على 25 صوتاً مقابل 14 صوتاً لصلاح علي محمد. 
وبعد ذالك انتخب المجلس عبد الهادي أحمد مرهون نائباً أول للرئيس بعد حصوله في جولة الإعادة على 20 صوتاً مقابل 19 صوتاً لعلي محمد السماهيجي وكان قد جرت المنافسة في الجولة الأولى بين علي محمد السماهيجي وعبدالهادي أحمد مرهون والشيخ عبدالله جعفر العالي والشيخ جاسم أحمد السعيدي حيث حصل عبد الهادي مرهون على 18 صوتاً وعلي السماهيجي على 17 صوتاً والشيخ جاسم السعيدي على 3 أصوات والشيخ عبدالله  العالي حيث لم تتحق الأغلبية المطلقة للأصوات مما تطلب إعادة الإنتخاب بين عبد الهادي مرهون وعلي السماهيجي 
وبعد ذالك انتخب المجلس الشيخ عادل عبدالرحمان المعاودة نائباً ثانياً للرئيس بعد حصوله في جولة الإعادة على 24 صوتاً مقابل 16 صوتاً لعثمان محمد الريس وكان قد جرت المنافسة في الجولة الأولى بين الشيخ عادل عبدالرحمان المعاودة وعثمان محمد الريس ويوسف زين العابدين زينل حيث حصل الشيخ عادل المعاودة على 20 صوتاً وعثمان الريس على 14 صوتاً ويوسف زينل على 6 صوتاً حيث لم تتحق الأغلبية المطلقة للأصوات مما تطلب إعادة الإنتخاب بين الشيخ عادل المعاودة وعثمان الريس

## أدوار الانعقاد

### قائمة أدوار انعقاد مجلس النواب البحريني 2002
| دور الانعقاد               | بداية الفترة   | نهاية الفترة  |
| -------------------------- | -------------- | ------------- |
| دور الانعقاد العادي الأول  | 14 ديسمبر 2002 | 30 مايو 2003  |
| دور الانعقاد العادي الثاني | 11 أكتوبر 2003 | 9 يونيو 2004  |
| دور الانعقاد العادي الثالث | 9 أكتوبر 2004  | 20 يوليو 2005 |
| دور الانعقاد العادي الرابع | 1 أكتوبر 2005  | 26 يوليو 2006 |